# Ара, Гвидо
Гвидо Ара (итал. Guido Ara; 28 августа 1888, Верчелли, Италия — 2 июля 1975, Флоренция) — итальянский футболист, полузащитник, после завершения карьеры футболиста тренировал ряд сильных итальянских клубов. Семикратный чемпион Италии.

## Карьера
В качестве игрока Ара провёл большую часть карьеры в «Про Верчелли», сильнейшем клубом Италии начала XX века, кроме этого провёл несколько матчей за «Модену». В качестве игрока «Про Верчелли» шесть раз побеждал в чемпионатах Италии. В сборной Италии Ара дебютировал 6 января 1911 года, в матче со сборной Венгрии, всего в составе сборной провёл 13 матчей, в которых забил 1 гол (в ворота сборной Бельгии). Был в заявке сборной Италии на Олимпийских играх 1920 года, но в матчах турнира на поле не выходил. Тренерскую карьеру он начал в родном для себя «Про Верчелли», и сразу же стал с ним чемпионом Италии. Затем тренировал ряд сильных итальянских клубов, среди которых «Фиорентина», «Рома», «Милан» и «Дженоа». Закончил свою тренерскую карьеру Ара в 1948 году, в клубе «Лекко».

## Достижения
- Чемпион Италии (7): 1908, 1909, 1910/11, 1911/12, 1912/13, 1920/21, 1921/22.